# Roverchiara
Roverchiara (Rociara in veneto) è un comune italiano di 2 617 abitanti della provincia di Verona in Veneto.

## Geografia fisica
Roverchiara è un comune di circa 20 km². Dista circa 34 km a sud-est dal capoluogo di provincia e 10 km da Legnago sulla quale gravita, sorge alla destra del fiume Adige il quale delimita il confine orientale del territorio comunale. È attraversato anche del fiume Bussè, altro importante fiume della Bassa veronese ed è formato oltre che dal capoluogo comunale, dalla frazione Roverchiaretta e da altre località sparse soprattutto nella parte ovest del territorio, tra le quali, la più importante, Casalino. Nella parte nord-est vi è la presenza di numerose cave e acquitrini che testimoniano la presenza di un'antica palude mentre scendendo a sud-est troviamo nella frazione di Roverchiaretta, un ponte sul fiume Adige che collega il comune con la sponda sinistra (Bonavigo, Minerbe).

## Origini del nome
Il paese era anticamente chiamato "Fonzane", probabilmente derivante dal nome di una famiglia della zona.
Esistono due ipotesi sulla derivazione del toponimo "Roverchiara", ma quella che sembra essere la più corretta è quella che fa derivare il nome del comune dalla parola latina rublicus, diminutivo di rubus, in italiano "rovo", "distesa di rovi", "rovereto". La parola si sarebbe trasformata nel tempo in rublicus, rovéclo, rovechio, rovecio, roecio, roeciara e definitivamente in roverciara, roverchiara. Un'altra ipotesi fa derivare il nome da rovere, un tipo di quercia, forse come bosco sparso e quindi roverciara.
Questa idea è confermata dalla presenza di un bosco presente nel passato nella zona che va dall'abitato di Roverchiara a quello di Roverchiaretta.
L'altra ipotesi fa derivare l'origine del nome da Ripaclara. Ovvero associa il toponimo alla presenza di un porto sul fiume Adige (che comunque esisteva) e di un faro che lo illuminava.

## Storia
Le prime notizie scritte si hanno nell'813 in un documento in cui si parla di una comunità cristiana la Schola Cantorum in cui il vescovo Rotaldo di Verona assegna delle rendite e dei possessi. Una comunità religiosa in contatto continuo con i vescovi che viveva intorno alla pieve e al battistero. Particolare importanza il centro la ebbe nel Medioevo, sempre da documenti religiosi si ha intorno all'anno 1000 che la pieve locale ha un gran numero di religiosi al suo servizio: 36 preti e altri con ruolo minore. Un rapporto diretto fra vescovo e zone, religioso ed economico che si interruppe nel 1206, quando il comune si impossessò dei beni vescovili mettendo al confino a Monteforte il vescovo Adelardo II. 
Nel 1234 è da segnalare un'azione militare di Ezzelino da Romano. Per conquistare Albaredo gettò un ponte sull'Adige anticipando le gesta dei corpi dei genieri. Ad Ezzelino succedettero nel controllo del paese i governanti della città, prima gli Scaligeri e poi i Visconti in attesa dei veneziani.
Al tempo della Serenissima fu un importante porto per merci e passeggeri per la zona, di pari importanza di quello di Legnago e continuò ad essere una fertile campagna orientata alla produzione per la città di Verona.

### Simboli

Gonfalone comunale

Lo stemma e il gonfalone sono stati concessi con DPR del 25 febbraio 1983.
Lo stemma comunale è rappresentato da un grande rovere (Quercus petraea) radicato su una vasta campagna verde. Il simbolo è stato scelto per ricordare le piante che ricoprivano il territorio nella zona di Roverchiara e che molto probabilmente formavano il bosco il quale arrivava fino alla frazione di Roverchiaretta che ha dato origine al toponimo del comune. Quello di scegliere un albero o un tipo di vegetazione è un fenomeno che si ripete spesso per i comuni rurali, soprattutto nella Bassa veronese.
Il gonfalone è un drappo partito di verde e di azzurro.

## Monumenti e luoghi d'interesse

### Architetture religiose

#### Chiesa parrocchiale di San Zeno - XIX secolo
L'attuale edificio sorge su strutture di chiese precedenti. Viene citata l'esistenza di una pieve per la prima volta nel 1040 in un documento che venne distrutta da una rotta del fiume Adige nel 1470 e ricostruita nel 1526. Ampliata tra il Seicento e il Settecento assunse la forma attuale nel 1860.
Sulla facciata principale sono presenti quattro lesene che sorreggono un timpano triangolare che a sua volta sostiene tre statue dedicate a personaggi religiosi. A mezza altezza sono presenti due nicchie che contengono le statue di Sant'Antonio di Padova e quella di San Zeno vescovo. Inoltre, sempre sulla facciata compaiono cinque affreschi colorati e il portale rettangolare.
Il campanile ha una pianta larga è sulla cima compare una cuspide piramidale che andò a sostituire quella a forma di cipolla ad inizio Novecento.
Al suo interno sono presenti opere di importante valore artistico. Una tela rappresenta la Madonna con il Bambin Gesù tra San Rocco e San Sebastiano mentre un'altra raffigura la presentazione della chiesa a Gesù Cristo. Tre altari occupano la chiesa: l'altare maggiore, dell'Ottocento, costruito con marmo bianco di Carrara, che comprende un antico tabernacolo e statue sacre, e due minori dedicati a san Giuseppe e alla Madonna del Rosario, compresi in due piccole cappelle ai lati delle navate. È presente inoltre un fonte battesimale ed un organo risalente al 1916.

#### Chiesa parrocchiale di Santa Maria (Roverchiaretta)

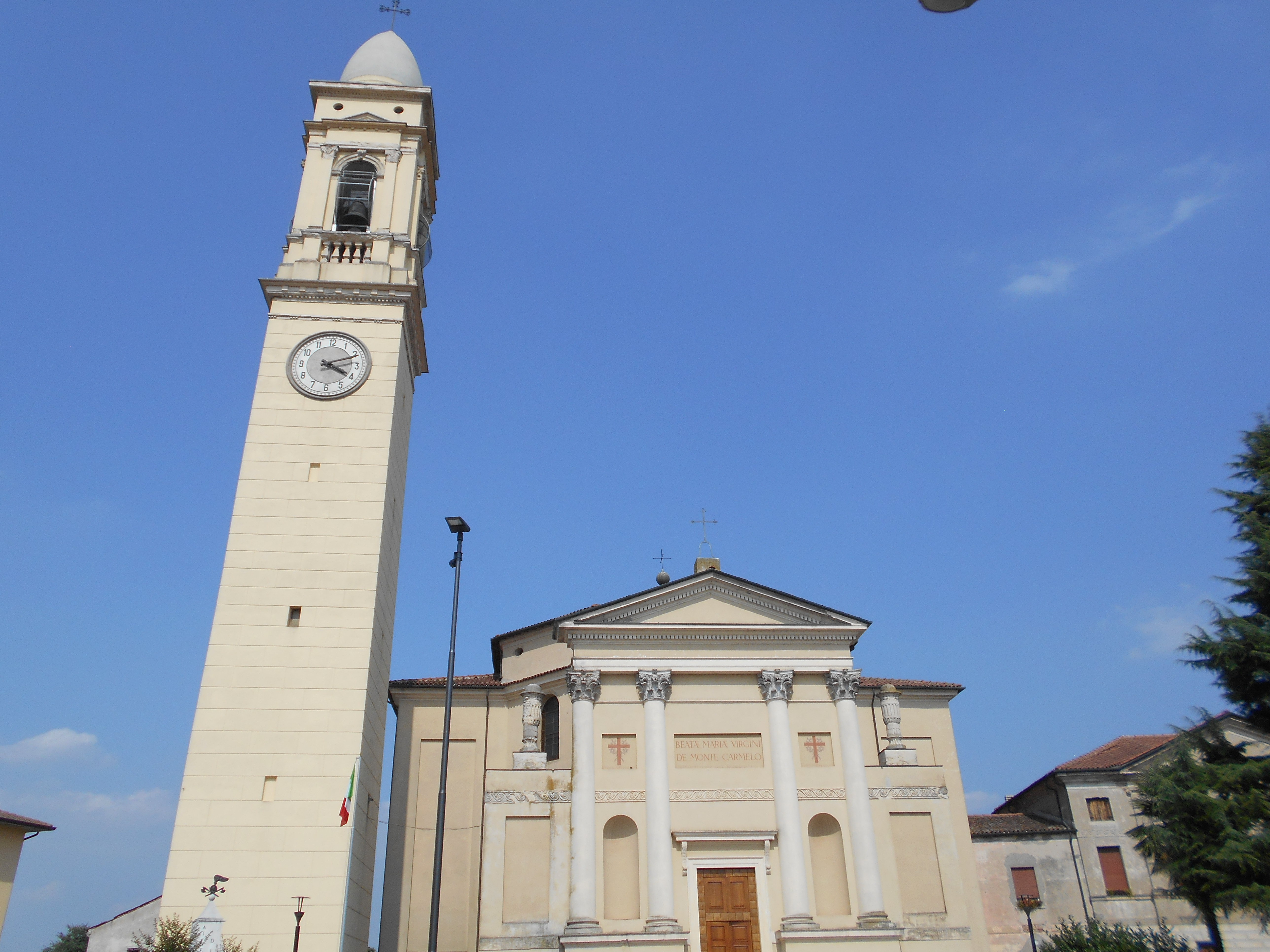
chiesa parrocchiale a Roverchiaretta

Anche questo edificio sacro, risalente al 1847, sorge su antiche chiese preesistenti.
La facciata, più stretta della parte centrale, comprende quattro colonne che sorreggono un timpano triangolare e tra queste sono scavate due nicchie vuote. Sotto al timpano sono disegnate due croci e al centro, la scritta dedicata a Santa Maria. Il campanile, leggermente staccato dall'edificio sacro, presenta sotto la cella campanaria un orologio e sopra una cuspide a forma di pigna.
Dentro la chiesa sono presenti cinque altari, aggiunti nel tempo, e su uno spicca la splendida statua lignea dedicata alla Madonna del Carmine (1702). L'edificio è ad unica navata. Sull'altare maggiore è deposto un antico tabernacolo in legno. Nell'abside è appesa una pala rappresentante La Madonna del Carmine con il Bambino, San Girolamo ed un Francescano.

#### Oratorio di Santa Maria delle Grazie (Roverchiaretta) - XVII secolo

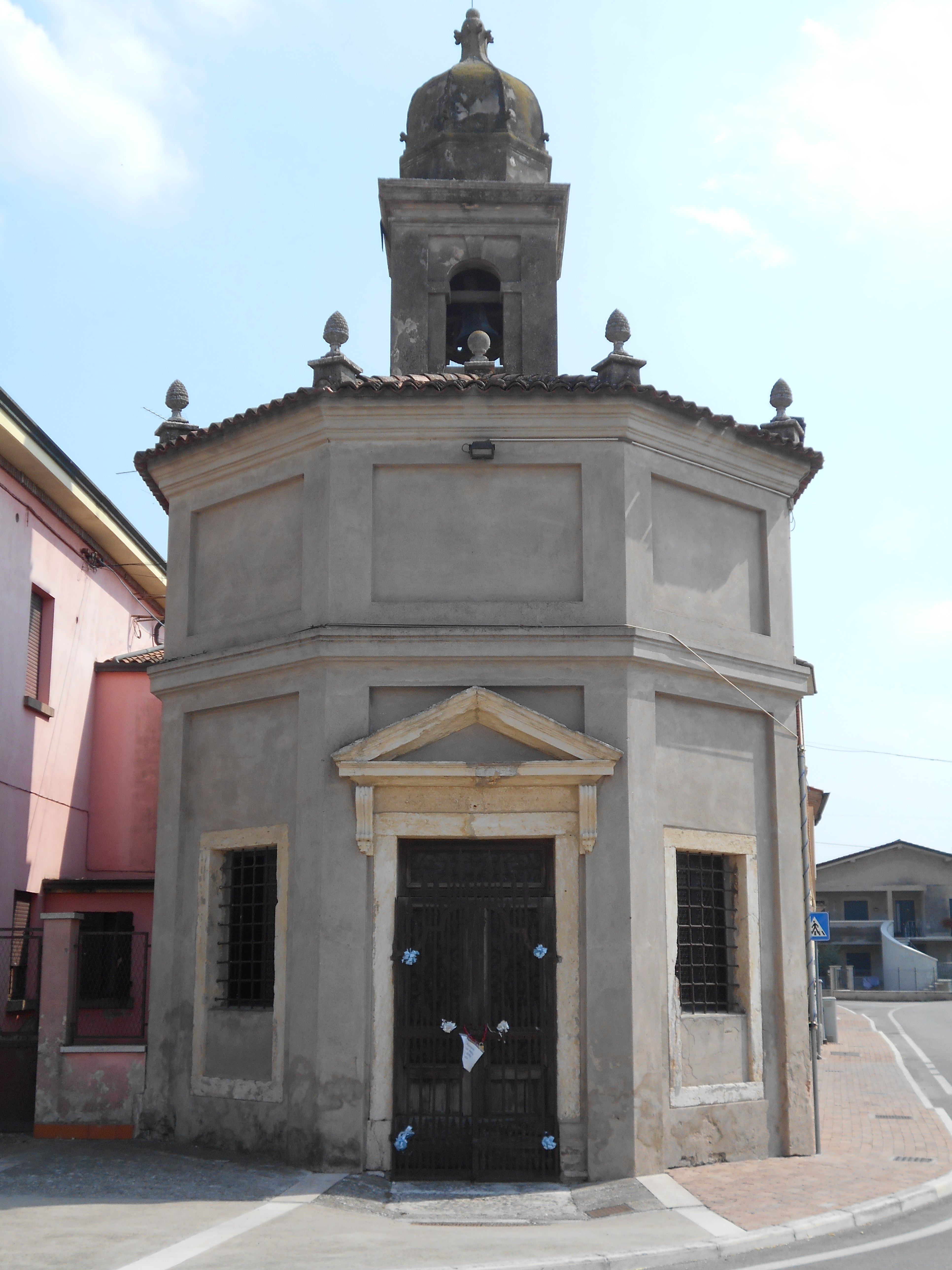
Oratorio di Santa Maria delle Grazie a Roverchiaretta

Sorge nella piazza principale di Roverchiaretta a fianco della chiesa parrocchiale e risale all'anno 1644.
La struttura principale è a forma ottagonale, segnata orizzontalmente a mezza altezza da una cornice. Sono presenti un portale sormontato da un timpano triangolare e finestre nella parte inferiore della costruzione.
Al suo interno sono presenti decorazioni di importante valore artistico ed un altare disposto sotto un cinquecentesco dipinto che rappresenta la Madonna col Bambino sul trono.
Sul retro dell'edificio principale sorge un elegante campanile.

#### Oratorio Santa Teresa D'Avila al Casalino - XVIII secolo
L'oratorio risale alla prima metà del Settecento e sorge nella campagna a circa 3 km dal centro del paese. Venne fondata da una famiglia di Roverchiaretta quando rilevò una villa in località Casalino. La chiesa è caratterizzata da una facciata che comprende due colonne quadrate sormontate da un timpano triangolare con tre pinnacoli in pietra e al centro lo stemma della famiglia fondatrice.
Spicca l'elegante portale in tufo. All'interno è presente un altare settecentesco e una pala raffigurante la Madonna con in braccio il Bambin Gesù seduta sulle nuvole e inginocchiati davanti ad Essa santa Teresa d'Avila e sant'Antonio di Padova. Dietro l'altare è presente la sagrestia alla quale si accede da due porte disposte lateralmente e sormontate da due statue raffiguranti la Madonna e San Giuseppe con in braccio il Bambino Gesù. In fondo all'edificio è presente la cella campanaria con al suo interno alcune decorazioni settecenteschi

### Ville

#### Villa Guarienti-Brenzoni - XVI secolo

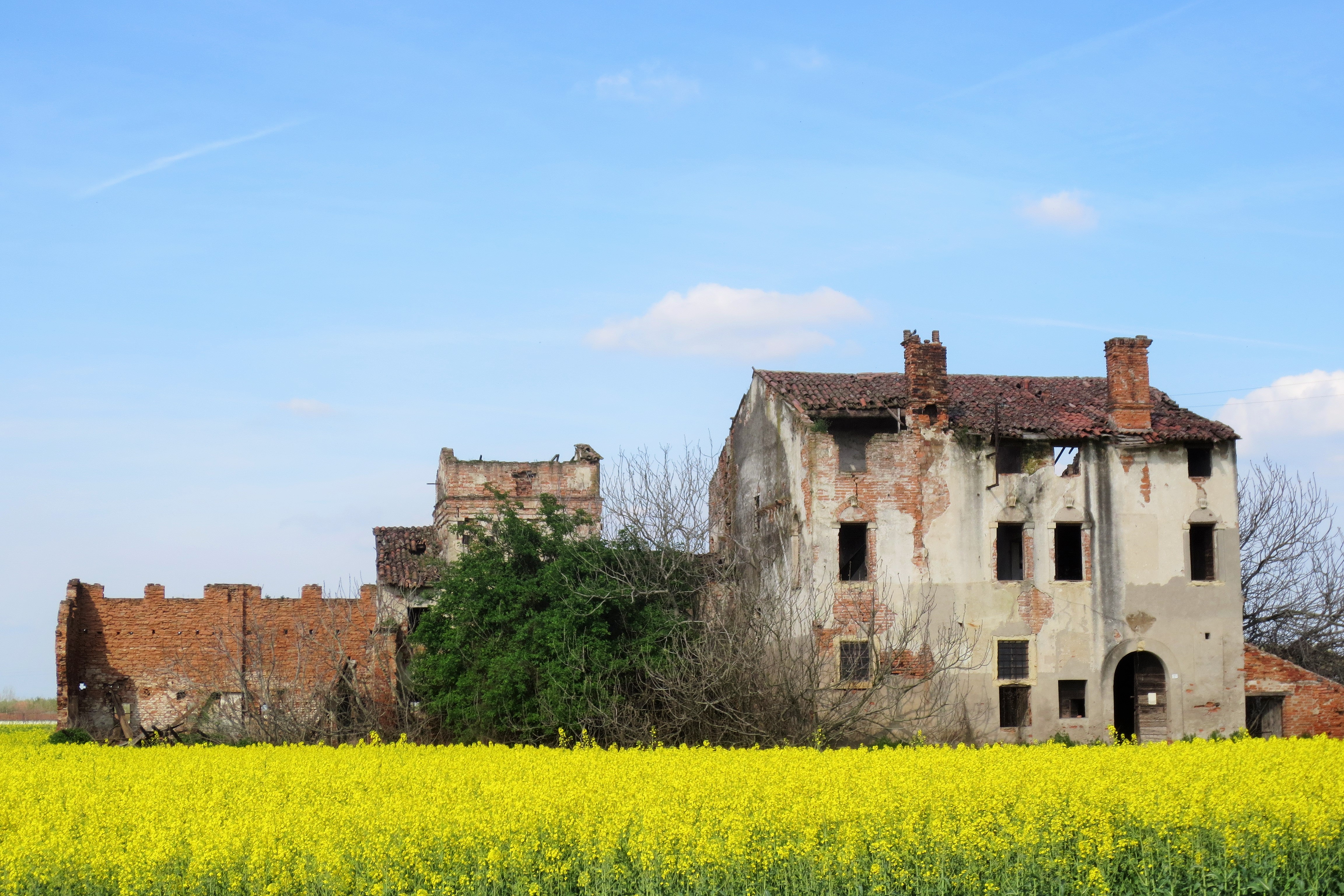
Villa Brenzoni

La villa è stata costruita attorno al 1530. Si trova sulla strada che da Roverchiara conduce ad Isola Rizza ad un chilometro dal centro. Attualmente l'edificio è in completo stato di abbandono e decadimento e, se non si procederà con un restauro, si rischierà di perdere questa interessantissima villa rinascimentale.
La villa è abbellita da finestre e porte incorniciate da pietra lavorata e, sempre sulla facciata, da un affresco che rappresenta scene mitologiche. Sul tetto sono presenti alcune eleganti canne fumarie.
La struttura è formata da cinque corpi disposti linearmente; il primo è una stalla o deposito per attrezzi, il secondo ospita una scala per la torre colombara che compone il terzo corpo, seguono un corridoio e l'abitazione padronale. Nel corso del Settecento la villa è stata abbellita con particolari vari (portale, finestrelle della torre). All'interno sono presenti due grandi saloni (uno al piano terra, l'altro al piano superiore) con camini ben curati nei dettagli, una scala e soffitti nobili oltre che ad altri valorosi affreschi.

#### Villa Guerra - XVII secolo
È un'elegante villa seicentesca, che sorge in località Casalino. Ha subito nel corso dei secoli varie modifiche di ampliamento e di abbellimento. La struttura è composta dall'abitazione affiancata da alcuni edifici per il ricovero di animali ed attrezzi. La casa patronale rappresenta una vera e propria villa veneta, con un enorme salone che conduce a stanze laterali sia al piano terra che a quello superiore. Infine il terzo piano è adibito a granaio ed a deposito.

#### Villa Fiumi - XVIII secolo

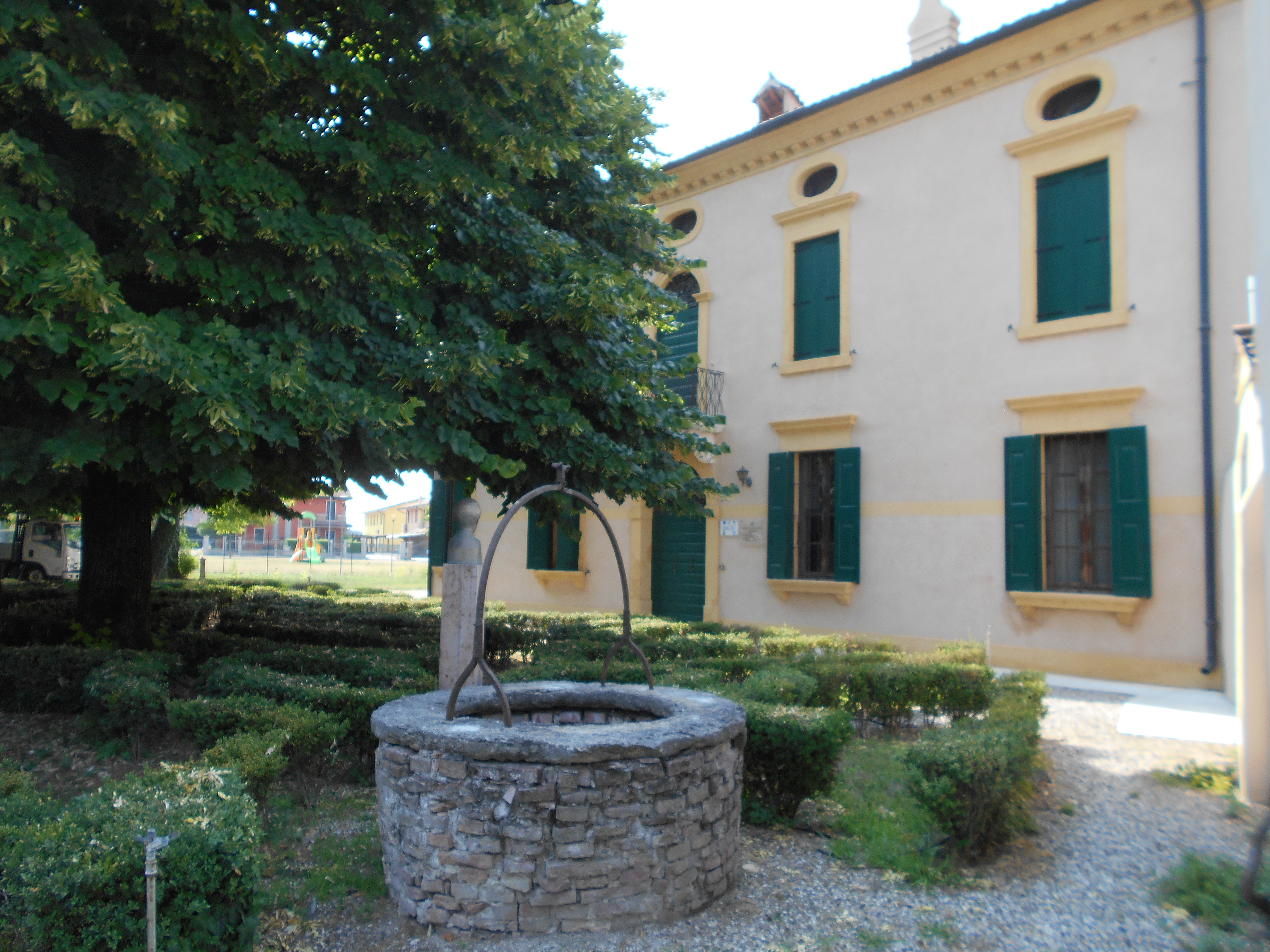
villa Fiumi, municipio, Roverchiara

Attualmente ospita la sede del municipio di Roverchiara. Risale al 1745 e prende il nome dalle due famiglie che l'hanno posseduta. Verso l'inizio del Novecento la villa è stata arricchita con affreschi in stile Liberty, soprattutto nel salone al primo piano e sui soffitti. La struttura è quella della tipica villa veneta settecentesca e presenta sui primi due piani, il salone centrale che conduce lateralmente alle stanze. L'ultimo piano è dedicato al granaio. L'ingresso della villa è caratterizzato da un bel portale sormontato da un balcone con ringhiere in ferro battuto. Le finestre sono incorniciate in tufo e sono da ammirare le grondaie e le sagome dei camini sul tetto.
- Corte Sabbionara (località Cappafredda) - XVI secolo
- Corte Baughi-Peccana (località Cavezzobutolo) - XVII secolo
- Corte Marogna al Casalino
- Palazzo Brenzon (località Bogon)
- Villa La Botte Nuova
- Numerose case padronali e case coloniche sparse nel territorio

## Società

### Evoluzione demografica
Abitanti censiti

## Cultura

### Manifestazioni
- Mercato settimanale

Il mercoledì mattina
- Gita Agrituristica

Seconda domenica di maggio
- Festa dei Giovani

Secondo week-end di giugno
- Sagra di San Zeno

Prima domenica di settembre

## Economia

### Agricoltura e allevamento
L'economia trainante di questo centro della Bassa veronese è l'agricoltura, come del resto tutti i comuni di questa zona. Sul territorio sono infatti presenti numerose aziende agricole moderne e tecnologicamente avanzate che praticano un'agricoltura estremamente meccanizzata favorita da terreni molto fertili e ricchi di corsi d'acqua. Vengono coltivati per la maggiore mais, frumento, barbabietole e tabacco, ma anche frutta (mele, pere) e ortaggi.
Sono inoltre presenti alcuni importanti allevamenti di bovini e suini.

### Industria e artigianato
Negli ultimi anni a Roverchiara sono sorte alcune zone industriali che contengono attività economiche di vario genere, soprattutto però legate alla lavorazione e produzione del mobile d'arte che hanno soppiantato le piccole aziende e botteghe sorte nel Secondo Dopoguerra. Sono presenti alcune aziende tra Roverchiara e Roverchiaretta (tra cui la filiale di un'azienda tra le principali produttrici di box doccia nel mondo) e una nuova zona industriale cresciuta attorno agli anni 2000 lungo la superstrada SS434 “Transpolesana”, che attraversa il territorio nella zona orientale e collega rapidamente il paese con il capoluogo di provincia.
- Inoltre appartiene all'area di produzione del Riso Vialone Nano Veronese che viene coltivato su terreni della pianura veronese irrigati con acqua di risorgiva.

## Amministrazione
| Periodo       | Periodo     | Primo cittadino | Partito                                               | Carica                  | Note   |
| ------------- | ----------- | --------------- | ----------------------------------------------------- | ----------------------- | ------ |
| febbraio 1989 | aprile 1989 | Gabriele Marra  |                                                       | Commissario Prefettizio | [ 7 ]  |
| aprile 1989   | giugno 1994 | Aleardo Merlin  | Democrazia Cristiana                                  | Sindaco                 | [ 8 ]  |
| giugno 1994   | maggio 1998 | Aleardo Merlin  | Partito Popolare Italiano                             | Sindaco                 | [ 9 ]  |
| maggio 1998   | maggio 2002 | Aleardo Merlin  | Lista civica                                          | Sindaco                 | [ 10 ] |
| maggio 2002   | maggio 2007 | Gino Lorenzetti | Lista civica di centro-destra                         | Sindaco                 | [ 11 ] |
| maggio 2007   | maggio 2012 | Gino Lorenzetti | Lista civica di centro-destra Insieme per Roverchiara | Sindaco                 | [ 12 ] |
| maggio 2012   | giugno 2017 | Loreta Isolani  | Lista civica di centro-destra Roverchiara viva        | Sindaco                 | [ 13 ] |
| giugno 2017   | giugno 2022 | Loreta Isolani  | Lista civica di centro-destra Roverchiara viva        | Sindaco                 |        |
| giugno 2022   | in carica   | Loreta Isolani  | Lista civica di centro-destra Roverchiara viva        | Sindaco                 |        |